# Rāver
Rāver är en ort i Indien.   Den ligger i distriktet Jalgaon och delstaten Maharashtra, i den centrala delen av landet, 800 km söder om huvudstaden New Delhi. Rāver ligger 255 meter över havet och antalet invånare är 26 635.
Terrängen runt Rāver är platt. Runt Rāver är det tätbefolkat, med 308 invånare per kvadratkilometer. Rāver är det största samhället i trakten. Trakten runt Rāver består till största delen av jordbruksmark.